# سنت ماریز (کانزاس)
سنت ماریز (به انگلیسی: St. Marys) شهری در ایالت کانزاس کشور ایالات متحده آمریکا است که جمعیت آن در سرشماری سال ۲۰۱۰ میلادی، ۲٬۶۲۷ نفر بوده‌است.